# Lots of Mommies
Lots of Mommies («Muchas mamás») es un libro ilustrado de 1983 escrito por Jane Severance e ilustrado por Jan Jones. En la historia, Emily es una niña criada por cuatro mujeres. Otros niños de su escuela dudan de que tenga «muchas mamás», pero cuando resulta lastimada, sus cuatro madres acuden en su ayuda y sus compañeros aceptan que, efectivamente, tiene «muchas mamás».
El trabajo fue el segundo de Severance publicado por Lollipop Power y su segundo libro ilustrado en general. Lots of Mommies ha recibido elogios en los medios de comunicación feministas desde su publicación y ha generado un debate entre los estudiosos de la literatura infantil y otros sobre si debe considerarse una obra de literatura infantil LGBTQ, en ausencia de una confirmación textual explícita de la relación entre las madres de Emily. La obra también se ha destacado por representar a una familia no tradicional.

## Antecedentes y publicación
El primer libro de Jane Severance, una maestra de preescolar lesbiana que vive en Denver, fue When Megan Went Away, publicado por la editorial Lollipop Power, con sede en Chapel Hill (Carolina del Norte), en 1979. Severance, que escribió When Megan Went Away cuando tenía alrededor de 21 años, estaba interesada en escribir obras para familias de su comunidad lésbica de Denver que «criaban niños en hogares colectivos, pero no era tan idílico como el hogar mostrado en Lots of Mommies. Eran un par de mujeres realmente jodidas con muchos hijos de matrimonios anteriores y todas las mamás bebían».
Lollipop Power, una prensa independiente fundada en 1970 con el objetivo de contrarrestar «los comportamientos estereotipados sexuales y los modelos a seguir presentados por la sociedad a los niños pequeños», publicó Lots of Mommies, el segundo libro ilustrado de Severance, en 1983 en un libro de bolsillo de 35 páginas ilustrado por Jan Jones en verde y beige. El libro ha sido recomendado para lectores de cuatro a ocho años.

## Recepción y legado
Aunque no recibió críticas en las principales publicaciones de la industria, Ann Martin-Leff escribió en 1984 en New Directions for Women que Lots of Mommies era un «libro cálido y afectuoso» bien ilustrado. Melody Ivins escribió en Feminist Bookstore News en 1990 que la obra era «maravillosamente diversa» y la describió como una de las pocas obras disponibles para los hijos de lesbianas. En 2012, el investigador de literatura infantil Jamie Campbell Naidoo calificó a Lots of Mommies como innovador y recomendó la obra.
Algunos académicos y autores no han estado de acuerdo sobre si hay suficiente evidencia textual para afirmar que los padres de Emily son lesbianas y, en consecuencia, si Lots of Mommies debe interpretarse como un libro ilustrado LGBTQ. La investigadora Virginia Wolf escribió que no hay evidencia en el texto del trabajo que «demuestre que alguna o todas las mujeres sean lesbianas, aunque claramente sus condiciones de vida plantean esa posibilidad». Lesléa Newman, autora de libros sobre niños LGBTQ, también afirmó que creía que «no hay nada explícito allí que demuestre que alguna de ellas sea lesbiana. Quiero decir, viven en una comuna y tienen nombres interesantes. Pero ya sabes, no hay nada que diga que cualquiera de ellos es pareja». La investigadora Dianna Laurent escribió que la historia no aborda las relaciones entre los cuidadores de Emily y describe a sus padres como un «grupo comunitario de mujeres».
Por el contrario, Naidoo describió el libro como «uno de los primeros libros ilustrados de Estados Unidos que representa una familia de lesbianas no tradicional». El estudioso de la literatura infantil Thomas Crisp también ha escrito a favor de considerar a Lots of Mommies un libro ilustrado LGBTQ, afirmando que «es la semiótica la que hace que el texto sea queer». Según Crisp, quien admite que ninguno de los personajes de la historia se identifica como lesbiana, la ambigüedad que rodea al texto proviene de los intentos sociales de normalizar las familias biparentales queer «para compensar la ansiedad sobre el deseo queer», lo que lleva a la desautorización crítica de Lots of Mommies y la estructura familiar que representa.
Independientemente de su controvertido estatus como libro ilustrado de lesbianas, Lots of Mommies también se ha destacado por su descripción de una familia no tradicional (no nuclear). La profesora de inglés Jennifer Miller escribió que Lots of Mommies «muestra un modelo comunitario extraño de familia» que, como el arreglo descrito en When Megan Went Away, «ofrece una alternativa afirmativa a la familia nuclear». A 2012, la obra estaba agotada y las copias a menudo se vendían por más de 40 veces el precio de venta original.